# Заводоуковск
Заводоуковск (на руски: Заводоуковск) е град в Тюменска област, Русия. Населението на града към 1 януари 2018 година е 26 048 души.

## История
Селището е основано през 1729 година, през 1960 година получава статут на град.